# 藤田怜央
藤田 怜央（ふじた れお、2013年4月25日 - ）は、関西棋院所属の囲碁棋士。初段。大阪市出身。星川拓海五段門下。2022年9月に関西棋院の英才採用特別規定に基づき入段し、世界最年少（9歳4か月）で囲碁のプロ棋士となった。

## 来歴
2013年（平成25年）4月25日、大阪府で生まれる。4歳半頃からオセロのアプリに没頭するようになり、相手をしきれなくなった親がオセロ教室を探したが見つからず、見た目がオセロと似ていることから4歳10か月の時に碁会所に連れて行き、そこで囲碁を習い夢中になった。その後はプロ棋士が指導する「大阪こども囲碁道場」にも通い、急速に実力を高めていった。小学校入学前の2019年10月には、こども棋聖戦大阪府大会の小学校低学年の部で優勝（全国大会は小学生しか参加資格がなく出場できなかった）。
2020年6月に小学1年生で日本棋院関西総本部の院生となり（～2022年4月まで在籍）、小学2年生の頃からプロ棋士と互先で度々勝つようになった。2022年4月に関西棋院において英才特別採用規定が施行され、7月に受験申込。瀬戸大樹八段との試験碁や関西棋院のトップ棋士による審査等を経て、「できるだけ早い時期からプロの世界で研鑽を積むことが棋力向上にプラスになる」として、同規定による第一号の合格者となった。2022年9月1日、小学校3年生でプロ入り（9歳4か月）。
デビュー戦となった新人王戦予選で渡辺貢規に中押負けを喫した。更に棋聖戦、十段戦も敗退。第49期名人戦一次予選で牛窪義高九段を破り初勝利。

## エピソード
- 1歳の時に大阪の地下鉄路線図の駅名をそらんじ、3歳の時に足し算引き算を覚え、4歳の時には47都道府県を面積順に覚えた[2][6][7]。特別な教育などはしておらず、父親はどちらかというと格闘家になってほしく、よく運動をさせていた[8]。
- 師匠の星川拓海とは2021年10月に出会い、当初は定先の手合いだったが、2022年1月に初めて互先で打って勝利し、互先で五分五分の状況となった[9][10]。星川五段は「読みを主体とした破壊力が一番の持ち味」「序盤も強くだいたい自分の方が押されてばかり」と評した[9]。吉川一は「複雑な詰碁の長い手順を完璧に記憶する様子に何度も驚かされた」という[11]。佐田篤史は、小学生時代の仲邑菫と比較して「僕の感覚では上回る。小学生とは思えない柔らかい発想で打ってくる」と評した[12]。
- プロ入り時の会見では目標とする棋士に申眞諝、対局したい棋士に井山裕太をあげ、自身の目標を「世界一」と述べた[13]。師匠の星川拓海は「世界一になるのが彼の使命でもあるし宿命でもある」と期待を寄せた[1][2]。
- 将棋棋士に名前が同じ小山怜央（2023年プロ入り）がいる。

## 昇段履歴
- 2022年9月1日　初段[14]（英才特別棋士採用）